# Carvin Nkanata
Carvin Nkanata (* 6. Mai 1991 in Summerville, South Carolina, Vereinigte Staaten) ist ein kenianischer Leichtathlet, der sich auf Sprintwettkämpfe spezialisiert hat. Bei den Afrikanischen Meisterschaften 2014 gewann er die Bronzemedaille über 200 Meter. Seine persönliche Bestzeit über 200 Meter (20,14 Sekunden), die er 2015 aufgestellt hat, ist der aktuelle kenianische Rekord.

## Wettkampfrekorde
| Kenia | Kenia                 | Kenia                           | Kenia    | Kenia             | Kenia   |
| ----- | --------------------- | ------------------------------- | -------- | ----------------- | ------- |
| 2014  | IAAF World Relays     | Nassau, Bahamas                 | 5.       | 4 × 200 m Staffel | 1:22,35 |
| 2014  | Commonwealth Games    | Glasgow, Vereinigtes Königreich | 10. (sf) | 200 m             | 20,65   |
| 2014  | Commonwealth Games    | Glasgow, Vereinigtes Königreich | 10. (h)  | 4 × 100 m Staffel | 40,32   |
| 2014  | Afrikameisterschaften | Marrakesch, Marokko             | 3.       | 200 m             | 20,53   |
| 2015  | Weltmeisterschaften   | Peking, China                   | 27. (h)  | 200 m             | 20,43   |
| 2016  | Olympische Spiele     | Rio de Janeiro, Brasilien       | 72. (h)  | 200 m             | 21,43   |